# Cristià Lluís II de Mecklenburg-Schwerin
Cristià Lluís II de Mecklenburg-Schwerin - Christian II Ludwig von Mecklenburg-Schwerin (alemany) - (Grabow, Sacre Imperi, 15 de maig de 1683 - Schwerin, 30 de maig de 1756) fou fill del duc Frederic I (1638-1688) i de Cristina Guillemina de Hessen-Homburg (1653-1722). Tot i ser el tercer fill, el 1747 heretà la titularitat del ducat de Mecklenburg-Schwerin en morir el seu germà Carles Leopold (1678-1747).
El 1724 Cristià Lluís va decidir emprendre la construcció d'un pavelló de caça, prop d'un petit poble anomenat Klenow, a 36 quilòmetres de Schwerin, la capital del ducat. La construcció va durar quatre anys (1731-1735), i va rebre el nom de Ludwig-Lust, és a dir el desig de Lluís, l'anomenat palau de Ludwigslust que esdevindria el centre del ducat de Schwerin.

## Matrimoni i fills
E1 13 de novembre de 1714 es va casar a Schwerin amb Gustava Carolina de Mecklenburg-Strelitz (1694-1748), filla del duc Adolf Frederic II (1658-1708) i de Maria de Mecklenburg-Güstrow (1659-1701). El matrimoni va tenir cinc fills:
- Frederic II (1717-1785), duc de Mecklenburg-Schwerin i duc de Mecklenburg-Güstrow, casat amb Lluïsa de Wurtemberg (1722-1791).
- Ulric (1723-1813)
- Lluís (1725-1778), casat amb Carlota Sofia de Saxònia-Coburg Saafeld (1731-1810).
- Lluïsa, nascuda i morta el 1730.
- Amàlia (1732-1775)